# Rothenthurm SZ
| SZ ist das Kürzel für den Kanton Schwyz in der Schweiz. Es wird verwendet, um Verwechslungen mit anderen Einträgen des Namens Rothenthurm. zu vermeiden. |

Rothenthurm ist eine politische Gemeinde im Bezirk Schwyz des Kantons Schwyz in der Schweiz.

## Geographie
Rothenthurm, das Hochtal der Biber, liegt im Voralpengebiet an der Verkehrsachse Schwyz–Pfäffikon SZ. Bei Biberegg ist die Wasserscheide, südlich fliesst die Steiner Aa nach Steinen in den Lauerzersee und nördlich der Schorenbach und die Biber. Oft liegt hier Bodennebel, Bibäränäbel oder Näfel genannt. Wegen des Torfabbaus auf dem einheimischen Hochmoor bis vor 50 Jahren werden die Einheimischen oft als Turpägüsler bezeichnet. Während der letzten zwei Eiszeiten überdeckte der Muota-/Reussgletscher Rothenthurm fast vollständig und hatte zwei Ausläuferarme, die bis Unterägeri und zur Äusseren Altmatt reichten. Dort vereinigten sich die Gletscherzungen des Reuss sowie Linth-/Rheingletscher, zwischen Bibersteg und dem Seuchenkreuz nördlich der Äusseren Altmatt ist die Moräne quer über das Tal noch gut zu erkennen. Auch südöstlich des Ratens, des Passübergangs zwischen Oberägeri und Biberbrugg, fand R. Frei stark verfestigte Schotter mit gekritzten Gerollen. Da diese Verrucano-Gerölle führen, muss der Linth-/Rheingletscher im Spätriss noch kräftig in die von der Biber entwässerte Talung vorgestossen sein und dabei den über Rothenthurm vordringenden Muota-/Reussgletscher am weiteren Vorstoss gegen Biberbrugg gehindert haben.
In Biberbrugg fliesst die Biber in die Alp Richtung Sihltal.
Die Fläche des Gemeindegebietes umfasst 2'282 ha, wovon 864 ha Wald, 1340 ha Wiesen und Weiden. Der Bahnhof liegt auf 923 m ü. M. Eine Gebietsbezeichnung von anno 1876 vermerkt: «Von dem 2 Stunden langen und 1 Stunde breiten Bergthale sind höchstens 1 Zehntheil Privateigentum, die übrigen 9 Zehntheile sind Eigenthum der Oberalmig.» Die Ländereien der Oberalmig wurden im Jahre 1848 zu einem grossen Teil der neu dafür gegründeten Genossame Rothenthurm zugeteilt. In den späteren Jahren wurden verschiedene «Riedplätze und Gärten» an private Gemeindeeigentümer weiterverkauft.

## Name

### Rothenthurm

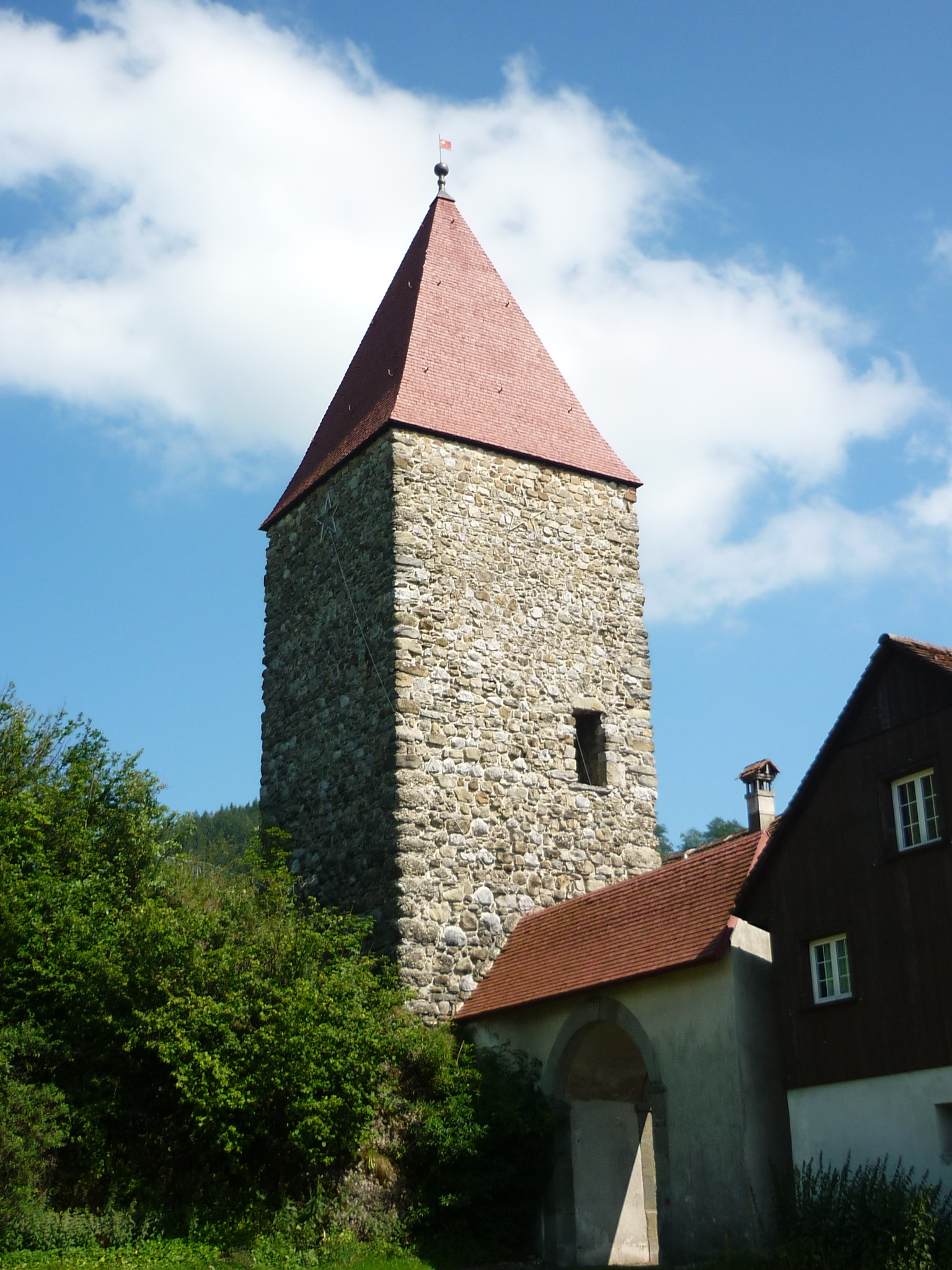
Roter Turm

Der Letziturm, im Jahre 1323 erbaut, gab den Ortsnamen Rothenthurm. Urkundlich erstmals erwähnt im Jahre 1487 bey dem rothen thurn gelegen oder 1553 endertt dem thuren gelegen. Heute hört man im Volksmund den ortsüblichen Namen Turä oder auch im Turä obä.
Das Hochtal der Biber wurde anfänglich von den Alemannen von Steinen her über den Rossberg, Sattel erreicht und gerodet, später als Allmeind und Sommerweide für die Viehzucht benützt. Da die Einheimischen zu 40 % Schuler heissen, hatten sich früher Übernamen gebildet, wie zum Beispiel s Franzä Heiris, dä Hosäbantönel, s Lindänöldels, s Wiisälis, s Schniider Mauris, s Rösis, s Seybä, s Träärs, s Bläsis und s Stolzbödlers.

### Altmatt
Im Jahre 1018 wurde die Allmeind mit Wald altun Matta (heute Altmatt) im Rahmen einer Schenkung Heinrich II. an das Kloster Einsiedeln abgetreten. Das alte Lande Schwyz erhob Anspruch auf die Allmeind, und es kam zu einem jahrelangen Streit. Um 1310 wurde zum Schutz quer durch das Tal eine Letzimauer errichtet. Die beiden Türme westlich und östlich am Ende der Mauer wurden erst 1323 erbaut. Heute ist nur noch der Turm mit Torbogen zwischen den Restaurants Adler und Kreuz vorhanden, er prägt das Ortsbild von Rothenthurm. Durch den Schiedsspruch des Abtes von Disentis Thüring von Attinghausen vom 8. Februar 1350 wurde der jahrhundertealte Marchstreit beendet und die Allmeind Altmatt wurde Schwyz zugesprochen.
Die erste bekannte Gebietsbezeichnung aus dem Jahr 1310 ist die Altmatt an die mur zu Alunmatta (die alte Matte (Wiese) bei der Letzimauer) oder später auch altun Matta (die alte zum ursprünglichen Nutzungsgebiet gehörige Matte, ein Gebiet also, das gegenüber anderen Rodungsflächen schon lange als Matte genutzt wurde.)
1675 liest man von einer an di forder alt Mat oder auch die klein Alte Matt. Später kam die Aufteilung in eine äussere, mittlere und innere Altmatt.
In Altmatt war die Errichtung eines Waffenplatzes der Schweizer Armee geplant, was in den 1980er Jahren landesweit zu kontroversen Diskussionen über den Landschaftsschutz führte. 1987 wurde die «Eidgenössische Volksinitiative ‹zum Schutz der Moore – Rothenthurm-Initiative›» angenommen. Seither ist das Gebiet als Hochmoor von nationaler Bedeutung vor Überbauungen geschützt. Die mit rund 1100 Hektaren grösste zusammenhängende Moorlandschaft der Schweiz droht jedoch zu vertrocknen. Bei den alten Entwässerungsgräben sollen Holzpalisaden den Wasserabfluss stoppen.

### Biberegg
Der Name erschien erstmals im Jahre 1399 an Biberegg gelegen oder 1552 zbiberegg. Der Weiler Biberegg ist nach dem Fluss Biber benannt und war anfänglich stärker besiedelt als Rothenthurm.
Die Biberquelle liegt bei der Samstagern auf 1300 m ü. M. und fliesst südlich in Richtung Ruchegg. Unterhalb der Ruchegg, auf ca. 1200 m ü. M., kommt sie erstmals als kleines Rinnsal zum Vorschein und fliesst dort westlich als Biber. Sie vereinigt sich auf 1170 m ü. M., oberhalb dem Eigen, mit dem Schläukbach. Von dort fliesst sie weiter in westlicher Richtung und vereinigt sich mit dem Schmidenenbach. Danach fliesst sie spitzwinklig nach Norden und nimmt von links den Ziegelhüttenbach auf.

## Geschichte

Rothenthurm, historisches Luftbild von 1923, aufgenommen aus 1000 Metern Höhe von Walter Mittelholzer

Als erste Ansiedler von Rothenthurm werden die Gebrüder Ulminer und die Familie Werner Imfeld im Jahre 1300 erwähnt. Nach dem Bau der Letzi bildete sich auf der Schwyzer Seite sofort eine kleine Niederlassung. Die Einwohnerzahl von Rothenthurm wurde um 1655 mit 140 Seelen angegeben. Die Familien Stadler und Gasser waren damals die Dominierenden des Ortes.

### Entwicklung 1933–2011
Im Frühjahr 1933 konnte die erste öffentliche Wasserversorgungsanlage in Betrieb genommen werden. Die ersten Bemühungen dafür begannen bereits 1925. Nach einem langen Leidensweg, mit Widerstand aus der Bevölkerung und mit einer Kassationsbeschwerde, wurde das Projekt erst im dritten Anlauf im Jahre 1931 gutgeheissen.
Im Jahre 1975 wurde das neu erbaute Schulhaus mit Turnhalle und dem ersten Hallenschwimmbad im Kanton Schwyz eingeweiht. Die Abwasserreinigungsanlage Mösli wurde im Jahre 1977 in Betrieb genommen. 1983 wurde die Zivilschutzanlage der Gemeinden Rothenthurm und Sattel erbaut.
An der Gemeindeabstimmung von 1992 wurde dem Antrag für die Kirchenrenovation zugestimmt. Diese erfolgte in den Jahren 1993 bis 1995.
1998 konnte das neue Gemeindeverwaltungsgebäude mit integriertem Feuerwehrhaus eingeweiht werden. Gleichzeitig wurde auch die Fertigstellung des Zwischenperrons mit Unterführung auf dem Bahnhof gefeiert.
Ab 1990 wurde nach und nach der Schooshang überbaut und sorgte für einen Entwicklungsschub. Seit 1998 ist die römisch-katholische Kirchgemeinde eine eigene Körperschaft mit sämtlichen Rechten und Pflichten.
Im Dezember 2004 wurden die Halte des «Voralpen-Express» in Rothenthurm gestrichen, mit der Begründung, dass der Zug wegen dieser Halte jeweils Verspätungen einfahre. Die weggefallenen Zugshalte werden durch einen Bus kompensiert. Der Bahnhof Rothenthurm ist seit 2006/07 nicht mehr besetzt. Seit 2011 hält der Voralpen-Express wieder in Rothenthurm statt in Sattel.

### Horn- und Klauenstreit

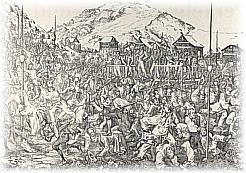
Hörner- und Klauenstreit der Landsgemeinde in Rothenthurm, am 6. Mai 1838. Hervorgerufen durch die Unzufriedenheit der Kleinbauern und Handwerker, welche für mehr Gerechtigkeit kämpften.

Von 1833 bis 1847 versammelten sich die schwyzerischen Kantonsgemeinden jeweils am ersten Sonntag im Mai zur Landsgemeinde auf der Altmatt. Der Ort hinter dem Gasthaus Schäfli wird heute noch Landsgemeindeplatz genannt. Am 6. Mai 1838 kam es an der Landsgemeinde («Prügellandsgemeinde») zum sogenannten Horen- und Klauenstreit. Bereits bei der Wahl der Stimmenzähler artete eine von rund 10'000 Schwyzern aus allen Bezirken besuchte Landsgemeinde in eine heftige Schlägerei aus. Unzufrieden waren vor allem die Kleinvieh besitzenden Kleinbauern und Handwerker (Klauenmänner), sie kämpften für mehr Gerechtigkeit gegenüber den Grossviehbesitzern (Hornmänner).

### Kirchgenossen
Die Kirchgenossen von Rothenthurm, Sattel und Steinerberg gehörten bis zur Abtrennung zum Kirchgang Steinen. Die Gemeinde Sattel mit der Filiale Rothenthurm wurde im Jahre 1598 selbständig. Bereits 1774 war der Wunsch der Rothenthurmer zur Trennung von der Pfarrei Sattel und zur Erhebung einer eigenen Pfarrei immer dringender geworden. Die Zustimmung für eine selbständige Kirchgemeinde Rothenthurm trägt das Datum vom 3. Juli 1776. Nach dieser Trennung wurden die Grenzen der Gemeinden definitiv festgelegt. Zu diesem Zeitpunkt zählte die Gemeinde Rothenthurm ca. 350 Einwohner. Die dritte urkundlich erwähnte Kapelle von Rothenthurm, erbaut von Landvogt Josef Anton Stadler, wurde im Jahre 1721 eingeweiht. Ab 1776 wurde die Kapelle, mit einer Bestuhlung für 200 Personen, als Pfarrkirche von Rothenthurm anerkannt. Im Jahre 1780 wurde der Gasthof Grosse Wirtschaft am Standort des heutigen Pfarrhofs ein Raub der Flammen. Das neu erbaute Gebäude diente anfänglich als Gasthof und Poststelle sowie im Erdgeschoss als Sust, und ab 1897 als Pfarrhof. Im Jahre 1860 zählte die Gemeinde bereits 913 Einwohner.
An der Kirchgemeindeversammlung von 1864 wurde der Neubau der heutigen Pfarrkirche beschlossen. An der gleichen Versammlung wurde auch dem Antrag für einen Schulhausneubau zugestimmt. Dem Kirchenbau wurde der Vorrang mit Baubeginn im Jahr 1873 gegeben. Die Gemeinde zählte zu dieser Zeit bereits über 1000 Einwohner. Aus den damaligen Protokollen ist zu entnehmen, dass  mit einem weiteren Wachstum der Bevölkerungszahl gerechnet wurde. Der Neubau wurde dementsprechend grosszügig, sogar einen Schuh (ca. 30 cm) grösser als die Pfarrkirche des Kantonshauptortes Schwyz gebaut. Alle Einwohner wurden zum Frondienst verpflichtet, denn Geld war sehr wenig vorhanden. Die Verweigerung von Frondienst wurde mit hohen Bussen bestraft. Am 7. August 1892 wurde die Kirche eingesegnet, obwohl die Bauarbeiten noch nicht abgeschlossen waren. Nach einer langen Bauzeit wurde die heutige Pfarrkirche am 11. November 1940 eingeweiht. Das erste Schulhaus von Rothenthurm wurde ebenfalls unter der Leitung von Pfarrer Laurenz Röllin in den Jahren 1902 bis 1904 erbaut.

### Schlacht in Rothenthurm

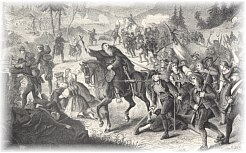
Schlacht am Rothenthurm, 1798

Im Kampf der Innerschweizer Kantone Uri, Schwyz, Zug und Nidwalden gegen die durch Frankreich erzwungene Neuordnung in der Helvetischen Republik kam es am 2. Mai 1798 zur Schlacht in Rothenthurm. Nachdem Landammann Alois Josef Fridolin Reding von Biberegg die Franzosen an der Schindellegi zurückgeschlagen hatte, zog er sich in die Ebene von Rothenthurm zurück und erwartete dort, verstärkt durch ein zweites Bataillon Schwyzer und den Landsturm, der vom Kapuziner Paul Styger angefeuert wurde, die an Zahl weit stärkeren Franzosen unter General Freyssinet. So vermochten die Schwyzer die eindringenden und an der Zahl weit stärkeren Franzosen auf der Altmatt zurückzuschlagen. Trotz dieses Sieges wurde von den Schwyzern schliesslich die neue Helvetische Verfassung übernommen.

## Bevölkerung
Im Jahr 2017 zählte Rothenthurm 2'371 Einwohner und der Ausländeranteil lag bei 15 %. Die Hälfte der Bevölkerung waren Frauen beziehungsweise Männer (Geschlechterverteilung 1:1). Mit 76 % (1'800 Personen) war die Mehrheit der Bevölkerung römisch-katholisch.
Zahlen zu weiteren Religionsgemeinschaften in Rothenthurm wurden letztmals bei der Volkszählung im Jahr 2000 erhoben. Damals bekannten sich 11 % der Bevölkerung zu einer anderen christlichen Konfession (7 % Protestanten, 4 % christlich-orthodoxe Christen), während 5 % muslimischen Glaubens waren. 2 % waren konfessionslos und weitere 3 % machten keine Angabe zu ihrer Religion.

## Wirtschaft

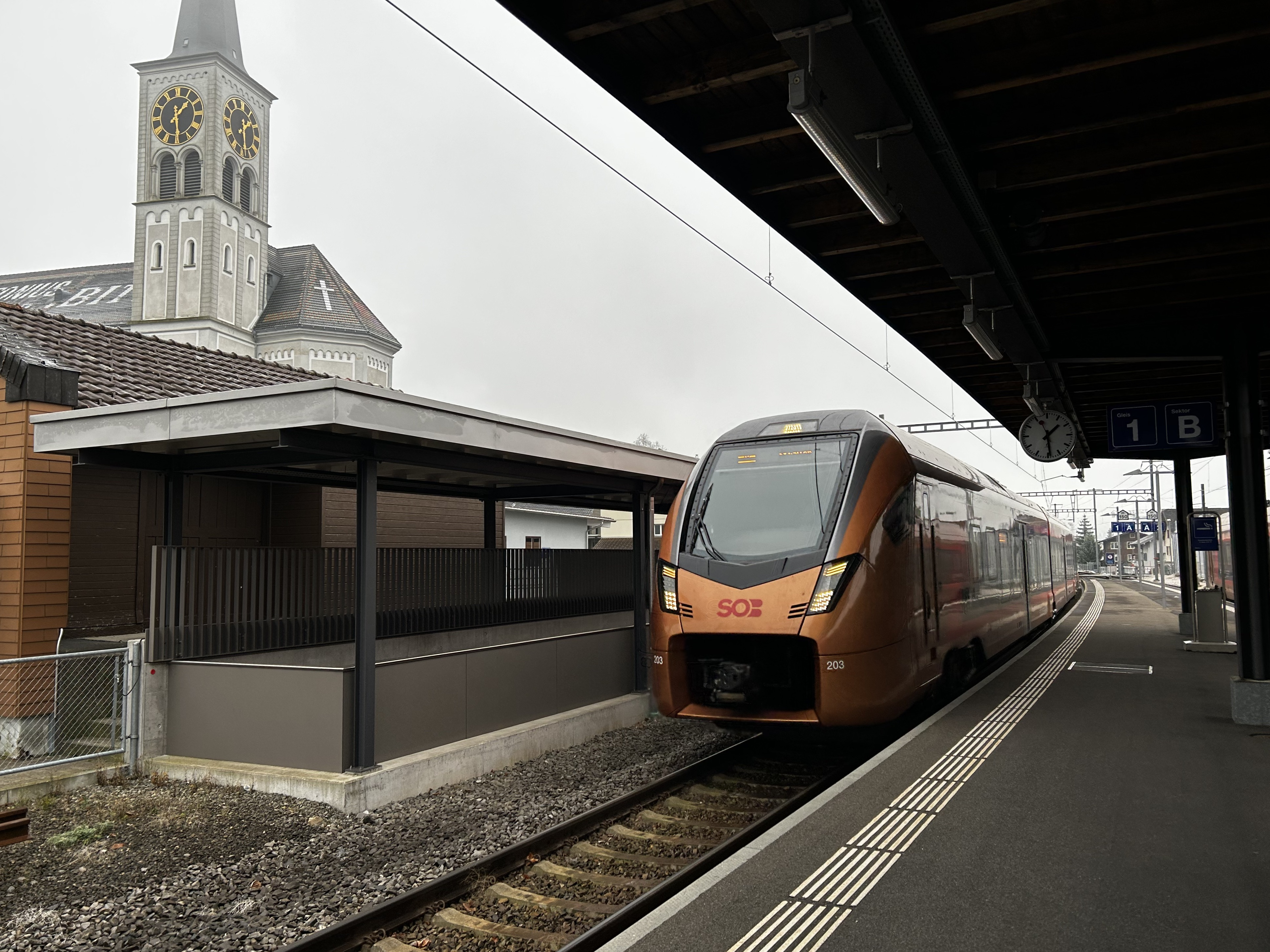
Bahnhof

Die Landwirtschaft prägte die Beschäftigung der Vorahnen. Da aber mit der Landwirtschaft im Berggebiet wenig zu verdienen war, mussten viele nebenbei noch als Holzer, Feldarbeiter, Fuhrmann usw. arbeiten. Damals hatte zudem der Verkauf von Gütern aus der Natur wie Pilzen oder Blumen eine grosse Bedeutung.
Vor 1900 waren nur gerade Sägereien, eine Mühle und Gasthäuser nichtbäuerliche Betriebe. Der Bau der Südostbahn um 1890/91 war ein willkommener Wirtschaftszweig. Ab Ende des 19. Jahrhunderts war die Ausbeutung von Torf «Turpnä» (deshalb werden die Rothenthurmer auch von einigen Leuten «Turpägüsler» genannt) für einen Teil der Bevölkerung vom Dorf und Unternehmer aus der Region eine gute Alternative zur Landwirtschaft. 
Im Winter waren die Leute mit dem «Ischä» beschäftigt. Die Genossame baute 1901 zwei Staudämme im Unterdorf für die Eisweiher. Ebenfalls ein Weiher wurde in der äusseren Altmatt gebaut. Im Herbst, bevor die grosse Kälte kam, wurden die Staudämme geschlossen, und das Wasser der Biber (in der Äusseren Altmatt der Chlauserenbach) überflutete das sumpfige Gelände, bis ein See entstand. Sobald die Eisdecke dick genug war (ca. 20 bis 30 cm) wurde mit der Eisgewinnung begonnen. Die Eisblöcke wurden per Bahn an die Brauereien und Metzgereien geliefert, das Eis vom Weiher in der äusseren Altmatt wurde mit Pferden zur Brauerei Wädenswil transportiert. Im Winter 1959/60 wurde in Rothenthurm zum letzten Mal Eis gewonnen.
Die Frauen und auch Kinder waren mit Fabrizieren von Rohrmöbeln, Strohhüten, Körben usw. beschäftigt. Auch die Seidenweberei war eine notwendige Einnahmequelle. Gearbeitet wurde vorwiegend in Gruppen und zu Hause als Heimarbeit. Während des Ersten und Zweiten Weltkrieges wurde das Wies- und Weideland zum grossen Teil für die Pflanzungen von Kartoffeln und Getreide benützt. Nach den Kriegsjahren blühte die Wirtschaft in allen Bereichen. Vermehrt wurde Viehhandel betrieben, aus kleinen Wagnereien wurden bedeutende Holzbearbeitungsbetriebe. Aber auch Bauhandwerk, Metall- und Kartonverarbeitungen, Autogewerbe, Bekleidungsindustrie sowie Dienstleistungsbetriebe sorgen für Arbeitsplätze im Dorf.
Bei genügenden Schneeverhältnissen wird in Rothenthurm ein Skilift und ein Kinderskilift betrieben. Über das Hochmoor verfügt Rothenthurm bei genügend Schnee über 25 Kilometer präparierte Loipen für Langläufer, die Finnenloipe Rothenthurm. Auch Winterwanderwege stehen zur Verfügung.
Mit der globalen Erwärmung gibt es jedoch in manchen Wintern sehr wenig Schnee, was das Präparieren von Loipen erschwert.

## Sehenswürdigkeiten

### Pfarrkirche St. Antonius

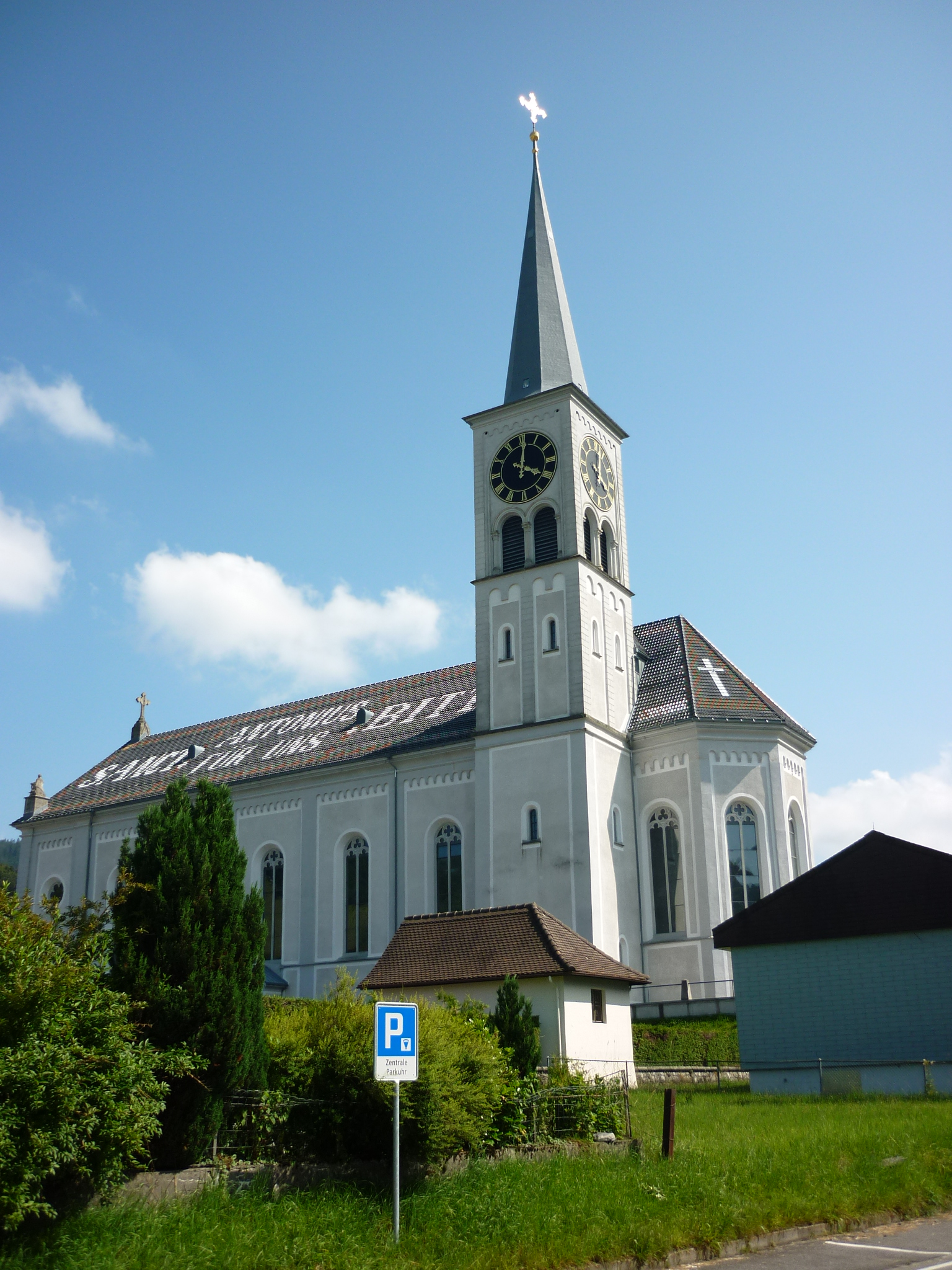
Das Wahrzeichen Rothenthurms: Die Pfarrkirche

Die Pfarrkirche St. Antonius gehört zu den markantesten Gotteshäusern innerhalb des Kantons Schwyz. Der Grundstein wurde 1873 gelegt. Nach einer langen Bauzeit wurde die heutige Pfarrkirche am 11. November 1940 eingeweiht. Markant sind die Grösse der Kirche mit dem hochragenden Kirchturm und die farbigen Inschriften auf dem Dach (auf der Nordseite: «Sanct Antonius, bitt für uns.», auf der Südseite: «MAR, IHS, ESOP»). Als besonders wertvoll und sehenswert gelten die Altäre aus Holz sowie die grosszügigen Fenster, die besonders zur Geltung kommen, wenn die Sonne die wunderbaren Farben ins Innere der Kirche projiziert.
Als künstlerisches Handwerk sind auch die Schnitzereien an den Chorstühlen und Bänken sowie die Apostelfiguren aus Holz zu bewerten. Die Restaurierung von 1993/94 hat die diskrete Farbigkeit in weiss und grau wiederhergestellt. Der mächtige Kronleuchter Napoleons III. aus der Klosterkirche Einsiedeln gliedert heute den weiten Raum in vorteilhafter Weise.

### Letziturm
Der um 1323 erbaute Letziturm ist das Wahrzeichen und der Namensgeber der Gemeinde, die nach dem Rot gestrichenen Schindeldach des Turms benannt ist. Der Wehrturm war Teil einer vor dem Morgartenkrieg entstandenen 450 m langen militärischen Talsperre, in der Schweiz Letzi genannt.

### Biberegg
Der Weiler Biberegg war der Stammsitz der Familie von Reding Biberegg. So klein der Ort Biberegg ist, hat er doch eine sehr bedeutsame Geschichte hinter sich, die tief in das frühe Mittelalter zurückgeht. Am Ort der heutigen Kapelle, 300 Meter weit südlich der Wasserscheide, soll vor Urzeiten eine Burg gestanden haben. Die Grundmauern und Keller des Schlosses liessen noch im Jahre 1610 anhand der Ruine auf sehr alten Ursprung und grossen Umfang schliessen. Der Landammann von Schwyz, Wolfgang Dietrich von Reding Biberegg, schlug im Jahre 1679 vor, an der Stelle des alten Burgturmes zu Biberegg eine Kapelle zu bauen.
Der Grundstein wurde noch im gleichen Jahr gelegt. Die Loretokapelle wurde am 5. November 1701 eingeweiht. Das Pfrundhaus und die Loreto-Kapelle sind noch heute im Besitz der Stiftung der Familie von Reding Biberegg.
Der Weiler Biberegg (Loretokapelle, Pfrundhaus und zwei Ratsherrenhäuser) steht unter Heimatschutz und ist im «Inventar von schützenswerten Orten mit nationaler Bedeutung» enthalten.
An Pfingsten 1930 wurde oberhalb des Dorfes auf einer kleinen Waldeshöhe ein Kreuz errichtet. Der Ort war auch als Ruheplatz mit Sicht auf das Dorf gedacht. Die Waldlichtung mit dem Holzkreuz auf einem Eggen gab den Namen Kreuzegg. Im gleichen Jahr wurde an dieser Stelle eine Bruderklausenkapelle erbaut. Diese Waldkapelle wurde unter der Leitung von Pfarrer Martin Bruhin sowie Lehrer Dobler zusammen mit dem Arbeiterverein und den Knaben der 4. bis 6. Primarklasse in Frondienst erstellt.

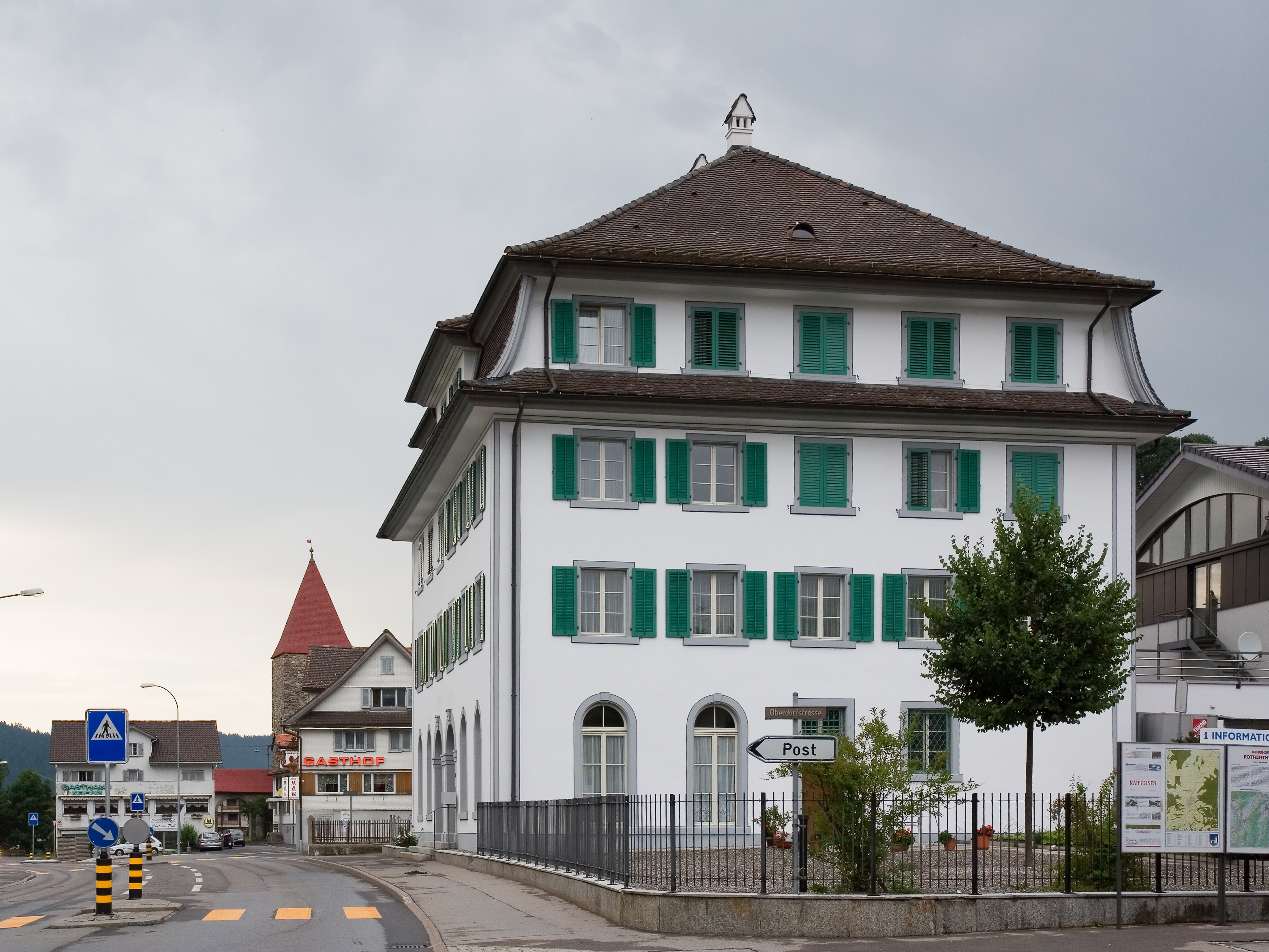
Der Pfarrhof (ehemals Wirtshaus «zum Hirschen»)

## Persönlichkeiten
- Joseph Anton Stadler (1661–1708), Politiker und Oppositionsführer
- Chrysostomos Stadler (1665–1721), Benediktinerpater